# Natriumhexafluorophosphat
Natriumhexafluorophosphat ist eine anorganische chemische Verbindung des Natriums aus der Gruppe der Hexafluorophosphate.

## Gewinnung und Darstellung
Natriumhexafluorophosphat kann durch Reaktion von Phosphor(V)-chlorid mit Natriumchlorid und Fluorwasserstoff gewonnen werden.
{\displaystyle \mathrm {PCl_{5}+NaCl+6\ HF\longrightarrow Na[PF_{6}]+6\ HCl} }

## Eigenschaften
Natriumhexafluorophosphat ist ein hygroskopischer weißer geruchloser Feststoff, der löslich in Wasser ist. Er besitzt eine kubische Kristallstruktur mit der Raumgruppe Fm3m (Raumgruppen-Nr. 225).